# مركز الاتحاد الأوروبي للأقمار الصناعية
مركز الاتحاد الأوروبي للأقمار الصناعية هي وكالة الأقمار الصناعية التابعة لمجلس التعاون الأوروبي التي تجمع المعلومات من خلال الأقمار الصناعية والتي تساعدها على تجنب النزاعات وإرسال المساعدات الأماكن المتضررة. أنشئت المنظمة عام 2002 بدلاً عن مركز الأقمار الصناعية التابع للاتحاد الأوروبي الغربي وأيضاً نقلت الوكالة مع الاتحاد السابق لينقل معها إلى الاتحاد الأوروبي. يقع مركز الوكالة في تيرجون دي ادوز في إسبانيا. قامت عدة دول بتوقيع اتفاق مشاركة مع الوكالة ويمكن لها استخدام مصادر تلك الدول.
على الرغم من أنها تقوم بالبحوث يومياً، الأمين العام لاتحاد الأوروبي، بالتحديد خافيير سولانا، هو المسؤول عن توجيه العمليات.

## وصلات خارجية
- الموقع الرسمي